# 包疮叶
包疮叶（学名：Maesa indica），为紫金牛科杜茎山属下的一个植物种。
种名indica意为印度的。